# S-100
S-100 je prva standardna sabirnica koja je razvijena 1975. godine za računalo Altair 8800. Osnovna značajka S-100 je bridna spojnica koja ima 100 iglica.
Godine 1983. je formalno standardizirana kao IEEE-696.